# Felicia Mercado
Felicia Mercado Aguado (Mexikóváros, 1959. december 17. –) mexikói színésznő, énekesnő, szépségkirálynő (Miss Mexikó 1977) és fitneszedző.

## Élete és pályafutása
1959. december 19-én született Ofelia és José Luis Mercado Agud lányaként. 1977-ben ő lett a győztes a szépségkirálynő-választáson, így elnyerte a Miss Universe Miss Mexikó címet. 1988-ban kiadta Felicia című lemezét, amely első és egyetlen zenei albuma, viszont azóta számos betétdalt énekelt. 1995-ben jelent meg a Lazos de amor című telenovellában. 1997-ben férjhez ment Eugenio Santoscoyhoz. 1998-ban megszületett első közös leánygyermekük, akinek az Ivana Fracesca nevet adták. 2003-ban fitness-DVD-t adott ki, amelyen egyszerű fitness gyakorlatok mellett bokszolni is tanította a film nézőit, továbbá pszichológiai tréninget is adott azoknak a fogyni vágyó személyeknek, akik lelkileg még nem érezték úgy, hogy készen állnának a fogyásra. A DVD hatalmas siker lett. 2010-ben kapott egy rövid szerepet a Kettős játszma (Sortilegio) című sorozatban. 2010-ben megkapta Genoveva szerepét a Teresa című sorozatban. 2011-ben szerepet kapott a Zárt ajtók mögött című sorozatban.

## Telenovellák
- El hogar que yo robé (1981) ... Odalisca
- Si, mi amor (1984) ... Lady Simpson
- Vivir un poco (1985) ... Magdalena Dávalos
- El precio de la fama (1986-1987) .... Doris
- Rosa salvaje (1987-1988) ... Leonela Villarreal # 2
- Lo blanco y lo negro (1989) ... Deborah
- Entre la vida y la muerte (1993) ... Cristina
- Más allá del puente (1993-1994) ... Sara
- Lazos de amor (1995-1996) ... Nancy
- Cañaveral de pasiones (1996) ... Margarita Faberman de Santos
- Confidente de secundaria (1996) ... Casandra
- Te sigo amando (1996-1997)... Doctora Carmen
- Preciosa (1998) ... Enriqueta San Román
- Titkok és szerelmek (1998-1999) ... önmaga
- Por un beso (2000-2001) ... Eugenia Menizábal de Ballesteros
- Szeretők és riválisok (2001) ... Sonia Villalobos de Torreblanca (magyar hang: Antal Olga)
- Entre el amor y el odio (2002) ... Lucila Montes
- Kettős játszma (2009) ... Adriana Villavicencio de Lombardo (magyar hang: Csampisz Ildikó)
- Teresa (2010-2011) ... Genoveva Alba De Icaza (magyar hang: Szórádi Erika)
- Zárt ajtók mögött (2011-2012) ... Eva Spencer de Conde (magyar hang: Kovács Nóra)
- Utolsó vérig (2012-2013) ... Valeria Samaniego (magyar hang: Farkasinszki Edit)
- Dama y obrero (2013) ... Estela Mendoza
- Szerelmek Cabóban (2022-2023) ... Jimena Manrique (magyar hang: Frajt Edit)

## Diszkográfia
- 1988 – Felicia

## Fordítás
Ez a szócikk részben vagy egészben  a   Felicia Mercado című angol Wikipédia-szócikk fordításán alapul.  Az eredeti cikk szerkesztőit annak laptörténete sorolja fel. Ez a jelzés csupán a megfogalmazás eredetét és a szerzői jogokat jelzi, nem szolgál a cikkben szereplő információk forrásmegjelöléseként.